# باسل السيالي
باسل السيالي (مواليد 22 يونيو 2001) هو لاعب كرة قدم سعودي يلعب حاليًا في نادي الحزم و مثل سابقاً منتخب السعودية للشباب.

## مسيرة اللاعب
مثل اللاعب نادي النصر في المراحل السنية ووقع أول عقد احترافي مع النادي مطلع عام 2020 و أعير إلى نادي الطائي ونادي الحزم. وانتقل إلى نادي الحزم في صيف عام 2023.